# نولان هاريسون
نولان هاريسون (بالإنجليزية: Nolan Harrison)‏ هو لاعب كرة قدم أمريكية أمريكي، ولد في 25 يناير 1969 في شيكاغو في الولايات المتحدة.

## وصلات خارجية
- نولان هاريسون على موقع مرجع كرة القدم المحترفة.كوم (الإنجليزية)